# Oruçlu (Kozan)
Oruçlu ist ein Ortsteil (Mahalle) im Landkreis Kozan der türkischen Provinz Adana mit 363 Einwohnern (Stand: Ende 2024). Im Jahr 2011 zählte der Ort 368 Einwohner.